# فيكتور بيرغ
فيكتور بيرغ (بالسويدية: Victor Berge)‏ هو كاتب سويدي، ولد في 8 مارس 1891 في Bollnäs ‏ في السويد، وتوفي في 1974.